# Estação San Cristóbal
San Cristóbal é uma estação da Linha 3 do Metro de Madrid (España).
Está situada na Avenida de Andalucía ao lado do bairro de mesmo nome no distrito de Villaverde.

## História
A estação foi aberta ao público em 21 de abril de 2007.